# Lucas Lynggaard Tønnesen
Lucas Lynggaard Tønnesen (Copenhague, 13 de julho de 2000) é um ator dinamarquês. Ele é mais conhecido por seus papéis em The Rain e Borgen – Power & Glory, ambas da Netflix. Em 2022, Tønnesen estrelou como Krester na série de ficção científica 1899, também da Netflix.

## Início da vida
Lucas Lynggaard Tønnesen nasceu em Copenhague, Dinamarca. Ele tem uma irmã mais nova, que é acrobata. Aos nove anos, matriculou-se numa escola de canto em Copenhague, juntando-se a um coro e viajando pelo mundo. No verão de 2012, o pai de Tønnesen enviou uma gravação dele cantando para um teste, o que rendeu ao menino o papel principal em uma peça de teatro chamada Cirkus Summarum. Depois disso, Tønnesen expressou um profundo interesse em atuar.

## Carreira
Tønnesen começou sua carreira em 2013, na comédia dinamarquesa Player. Ele também fez uma aparição no filme Kvinden i buret.
Em 2014, ele entrou no ramo televisivo desempenhando um papel regular na série dinamarquesa Tidsrejsen. Em 2015, estrelou como Oliver no curta-metragem I Stykker. Ele retomou sua incursão na atuação em 2018, assumindo o papel de Rasmus Andersen na primeira série dinamarquesa da Netflix, The Rain, aos dezoito anos. A série durou três temporadas, até 2020.
Tønnesen estrelou vários curtas-metragens nos anos seguintes. Em 2022, ele foi escalado para um papel recorrente em uma série com coprodução da Netflix, Borgen – Power & Glory, como Magnus Nyborg Christensen. Um tempo depois, ele estrelou a série multilíngue de terror e mistério da Netflix, 1899, criada por Baran bo Odar e Jantje Friese.

### Empreendimentos

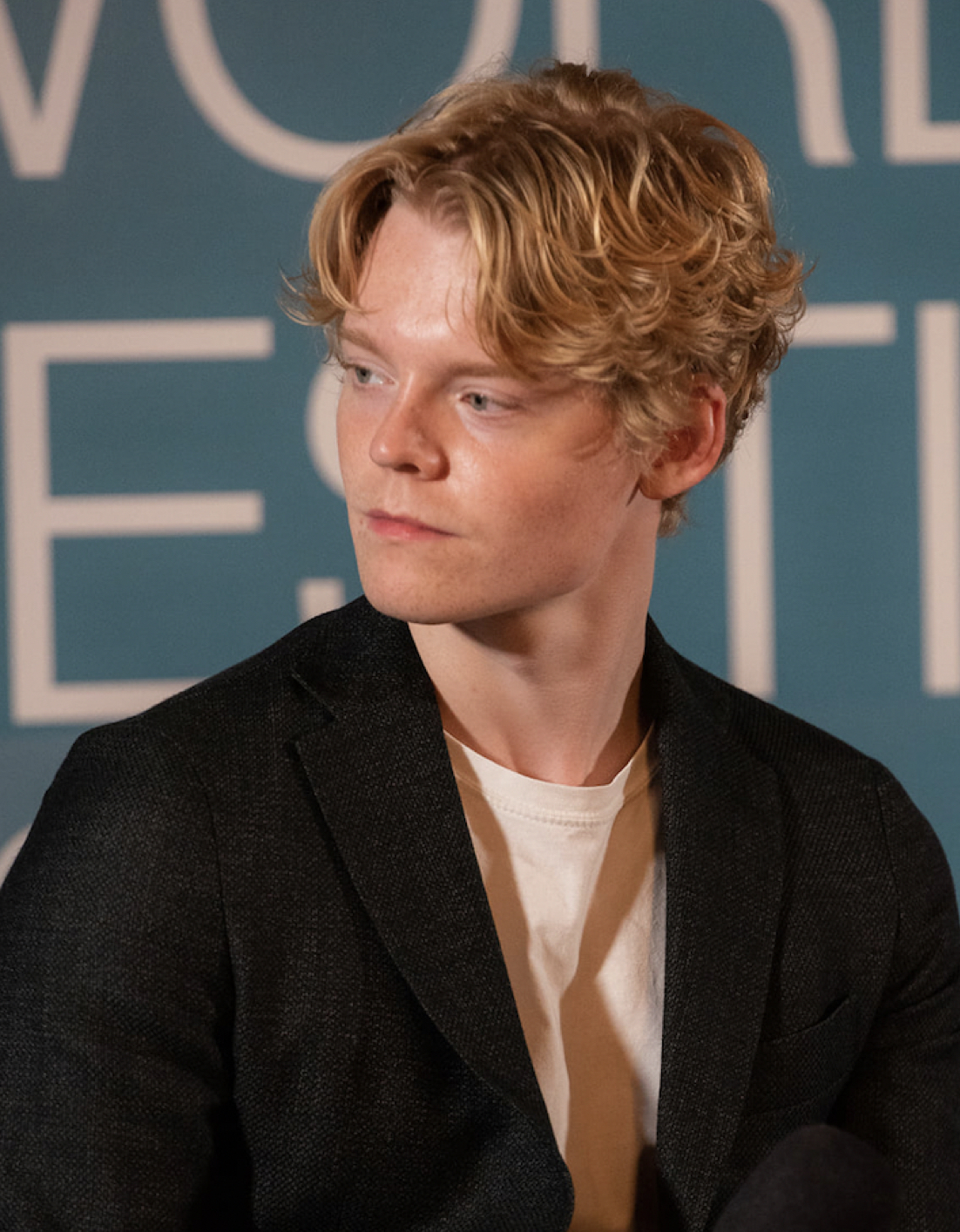
Tønnesen na SWFF de Vico Equense, em 2020

Em 2020, Tønnesen tornou-se embaixador da marca italiana Emporio Armani no EA Building Dialogues Fashion Show em Milão. Na época, ele conheceu Giorgio Armani pessoalmente.

## Filmografia

### Cinema
| Ano  | Título           | Papel                                | Notas          | Ref.  |
| ---- | ---------------- | ------------------------------------ | -------------- | ----- |
| 2013 | Player           | Philip (jogador)                     |                | [ 1 ] |
| 2013 | Kvinden i buret  | Lars Henrik 'Lasse' Jensen (criança) |                | [ 9 ] |
| 2015 | I Stykker        | Oliver                               | Curta-metragem |       |
| 2019 | Sail On, My Love | Villiam                              | Curta-metragem |       |
| 2023 | Paradise         | Dr. Falter Berg                      |                |       |

### Televisão
| Ano       | Título     | Papel                     | Notas                         | Ref.                            |
| --------- | ---------- | ------------------------- | ----------------------------- | ------------------------------- |
| 2014      | Tidsrejsen | Oliver                    | Calendário do Advento         | [ 1 ] [ 3 ]                     |
| 2018–2020 | The Rain   | Rasmus Andersen           | Papel principal; 3 temporadas | [ 2 ] [ 3 ] [ 5 ] [ 10 ] [ 11 ] |
| 2022      | Borgen     | Magnus Nyborg Christensen | Papel recorrente              | [ 6 ] [ 12 ]                    |
| 2022      | 1899       | Krester                   | Elenco principal              | [ 13 ] [ 14 ] [ 15 ]            |

### Teatro
| Ano  | Título          | Papel  | Notas           | Ref.        |
| ---- | --------------- | ------ | --------------- | ----------- |
| 2012 | Cirkus Summarum | Buster | Papel principal | [ 7 ] [ 8 ] |